# Hants County
Hants County ist eines der zurzeit 18 Countys in der kanadischen Provinz Nova Scotia (Neuschottland). Es liegt im Zentrum der Provinz und wird vom Annapolis Valley durchzogen. Im Norden des Countys liegt das Minas-Becken, eine Bucht der Bay of Fundy, mit seinem starken Gezeitenhub. Das County grenzt im Nordosten an Colchester County und im Südosten an die Halifax Regional Municipality. Im Nordwesten liegt Kings County sowie im Südwesten Lunenburg County. Das County hat sein verwaltungstechnisches Zentrum in Windsor.
Die Einwohnerzahl beträgt 42.558 (Stand: 2016).
2011 lebten in der 3.051,73 km² großen Verwaltungseinheit 42.304 Einwohner, woraus sich eine Bevölkerungsdichte von 13,9 Einwohnern/km² ergibt. Dabei ist die Einwohnerzahl, im Vergleich zum Zensus aus dem Jahr 2006, erneut zurückgegangen. Die Bevölkerung nahm zuletzt um 2,7 % zu und setzt dabei den andauernden Aufwärtstrend fort und ist damit eins von wenigen Countys in der Provinz mit einer positiven Entwicklung der Einwohnerzahl. Das County liegt sowohl hinsichtlich Einwohnerzahl und Einwohnerdichte sowie Größe im oberen Mittelfeld aller Countys.
Das County ist über den Nova Scotia Highway 101 und den Highway 102 an das übrige Straßenverkehrsnetz der Provinz angeschlossen. Im Südosten passiert die CN-Hauptstrecke von Halifax nach Montreal das County.

## Geschichte
Bereits vor der Entdeckung durch Europäer war diese Gegend Siedlungs- und Jagdgebiet von First Nations, der Mi’kmaq. Bevor das County 1781 gegründet und nach der englischen Grafschaft Hampshire benannt wurde, siedelten hier bereits die Akadier. Jedoch wurden diese verstärkt ab 1760 von englischen Siedlern verdrängt.

## Gemeinden
In Hunts County gibt die beiden  Towns Windsor und Hantsport sowie ein Reservat der First Nations. Alle anderen Ansiedlungen liegen als sogenannte incorporated villages entweder in der Municipality of East Hants oder der Municipality of West Hants. Die Verwaltung dieser Siedlungen wird von der Countyverwaltung übernommen.

## Söhne und Töchter
Zu den bedeutendsten Bürgern des Countys gehörten
- Anna Mae Aquash, ein prominentes Mitglied des American Indian Movement (AIM),
- Thomas Chandler Haliburton, ein Schriftsteller,
- George Elliott Clarke, ein Dichter,
- William Dawson Lawrence, ein Schiffsbauer (Erbauer des größten je in Kanada gebauten hölzernen Schiffs), Geschäftsmann und Politiker